# Oda von Haldensleben
Oda von Haldensleben (* vor 962; † 1023) war die zweite christliche Ehefrau des polnischen Herzogs Mieszko I. und durch Heirat ab 978 bis 992 Herzogin von Polen. 

## Leben
Oda wurde als Tochter von Dietrich, Markgraf der Nordmark geboren. Den Quellen zufolge war sie eine Nonne im Benediktinerkloster zu Kalbe, bis sie mit Einverständnis ihres Vaters von Mieszko entführt und 978 zur Frau genommen wurde.
Oda, ihre Söhne sowie ihr Ehegatte, erscheinen in einem Dokument 80 bis 90 Jahre später, bekannt als Dagome Iudex. 
Diese Referenz aus dem 11. Jahrhundert wird von den Historikern als erstes Dokument des Staates Polen unter den Piasten angesehen.
Nach der Machtergreifung ihres Stiefsohns Bolesław I. Chrobry, 992, wurde sie mit ihren Kindern des Landes verwiesen und suchte Schutz und Aufnahme in ihrer sächsischen Heimat.

## Ehe und Nachkommen
Aus der Ehe mit Herzog Mieszko I. gingen drei Söhne hervor: Mieszko, Swantopolk und Lambert.

## Bemerkungen
1. ↑  Der im Dokument mit dem Namen „Dagome“ beschrieben wird. Gemäß einer Hypothese wurde Mieszko I. (lat. Mesco) bei seiner Taufe, 966, auf den „christlichen“ Namen Dagobert getauft und der italienische Kopist (der heute verlorengegangenen Schenkungsurkunde Mieszkos I. an den Heiligen Stuhl aus dem 10. Jahrhundert) und Autor des Dagome Iudex verband beide Namen verkürzend zu „Dagome“.

| Personendaten    | Personendaten                                           |
| ---------------- | ------------------------------------------------------- |
| NAME             | Oda von Haldensleben                                    |
| KURZBESCHREIBUNG | Ehefrau des ersten polnischen Piastenherzogs Mieszko I. |
| GEBURTSDATUM     | vor 962                                                 |
| STERBEDATUM      | 1023                                                    |